# Byttneria guineensis
Byttneria guineensis är en malvaväxtart som beskrevs av Ronald William John Keay och Milne-redhead. Byttneria guineensis ingår i släktet Byttneria och familjen malvaväxter. Inga underarter finns listade i Catalogue of Life.